# Niederländische Sprichwörter (David Teniers der Jüngere)
Niederländische Sprichwörter (Original: De spreekwoorden) ist ein Gemälde von David Teniers dem Jüngeren. Es wurde zwischen 1645 und 1647 angefertigt. Auf Teniers Bildfläche werden 49 Sprichwörter, Redewendungen und Sentenzen durch eine oder mehrere Bildfiguren oder Motive dargestellt. Darunter bezieht sich Teniers bei 45 Einzelfiguren oder Figurengruppen auf das bekannte Ölgemälde „Die niederländischen Sprichwörter“ von Pieter Bruegel dem Älteren. Teniers Gemälde zeigt das alltägliche Leben eines kleinen Dorfs mit Menschen und Tieren, allein oder in kleineren und größeren Gruppen, die je eine Parabel, eine niederländische Redensart oder ein Sprichwort versinnbildlichen. In diesem Gemälde gibt es 49 Sprichwörter, die aus dem 16. Jahrhundert oder aus noch früheren Zeiten stammen. Bruegels Bild enthält im Vergleich dazu über 100 niederländische Sprichwörter. Bei Teniers basieren 44 Einzelfiguren oder Figurengruppen auf Bruegels originalem Gemälde. Die anderen fünf Szenen von Teniers sind eine fressende Katze, ein Schwein mit einer Zange, eine Mühle, zwei spielende Violinisten auf dem Dach und der Koch mit einer Pfanne in der Hand. Diese sind nicht abhängig von Bruegels Gemälde, sondern wurden von Teniers mit seinen eigenen Ideen geschaffen. Durch die metaphorischen verkörperten Sprichwörter stellen die  Gemälde von  Teniers eine verkehrte, gottesferne Welt dar, z. B. Betrug und Selbstbetrug, Faulheit, Egoismus, Eifersucht und die Sinnlosigkeit des nutzlosen Lebens.
Das Bild befindet sich im Besitz des Duke of Rutland in Belvoir Castle, England.

## Beschreibung
Teniers Gemälde zeigt ein Dorf an einem Fluss nahe dem Meer, einen Ort für das alltägliche Leben seiner Bewohner. Zwei Häuser als Herbergen mit Türen und Dachfenstern nehmen die linke Bildhälfte ein. Davor blickt man auf einen freien Platz, der neben dem Flusslauf liegt, rechts im Mittelgrund steht eine baufällige, brennende Hütte. Im Mittelgrund überspannt eine Brücke den Fluss. Die Figuren bewegen sich auf der Brücke und die Anzahl der Figuren ist deutlich weniger als im Vordergrund. Dahinter erblickt man auf der ansteigenden hügeligen Landschaft die Kornfelder und eine Windmühle nahe am Wald. Zwischen den Kornfeldern wurden ein paar unklare menschliche und tierische Figuren dargestellt. Im Hintergrund der rechten Bildecke ist das offene Meer zu sehen. Teniers hat die Landschaft im Hintergrund sehr stark betont. Die Figuren dahinter werden sehr klein und unklar gezeigt. Durch diese Perspektive entsteht eine klare gegliederte Komposition und das Visuell der Betrachter wird bis auf Höhe der Mühle in die Tiefe gebracht. Gleichzeitig ist diese Mühle auch ein Scheitelpunkt, an dem sich zwei Diagonalen in der Bildmitte kreuzen.